# Сафонцев, Александр Сергеевич
Александр Сергеевич Сафонцев (3 июля 1950, Новый Ропск — 23 февраля 1998, Симферополь) - советский и украинский партийный и государственный деятель. Первый секретарь Керченского горкома КПУ (1990-1991). Председатель Керченского городского Совета и исполкома (1993-1998). Первый заместитель Председателя Совета министров Крыма  (1998). Умер от последствий покушения 5 февраля 1998  в Симферополе.

## Биография
Родился 3 июля 1950 года в селе Ново-Ропск Климовского района Брянской области. В 1969 году окончил Керченский металлургический техникум. В 1969-1971 годах проходил службу в Советской Армии.
В 1972-1973 годах лаборант, инженер опытно-промышленного предприятия «Укрчерметруда» в Керчи. В сентябре - декабре 1973 года - мастер производственного обучения Керченского профтехучилища. В 1974-1975 годах лаборант Камыш-Бурунского железорудного комбината.
В 1975-1976 годах инструктор Кировского райкома ЛКСМУ Керчи; в 1976-1979 годах заведующий отделом Кировского райкома ЛКСМУ. В 1979-1984 годах инструктор, заместитель заведующего отдела Керченского горкома КПУ. В 1980 году закончил Севастопольский приборостроительный институт.
В 1984-1988 годах заведующий административными и торгово-финансовыми органами Керченского горкома Компартии Украины. В январе - ноябре 1988 года - председатель Ленинского райисполкома Керчи. В 1988-1990 годах - заведующий организационным отделом Керченского горкома Компартии Украины.
В апреле - октябре 1990 года заместитель председателя Керченского городского Совета народных депутатов. В 1990-1991 годах - первый секретарь Керченского горкома Компартии Украины. В 1991-1993 годах  первый заместитель директора Керченского филиала СП «Марин инжиниринг сервис». С декабря 1993 и по февраль 1998 года председатель Керченского городского Совета и исполкома. С июня 1997  по февраль 1998 года  первый заместитель Председателя Совета министров Крыма.
5 февраля 1998 года № 88/98  Сафонцеву Александру Сергеевичу, заместителю Председателя Совета министров Автономной Республики Крым, был присвоен Первый ранг государственного служащего Украины № 88/98.

### Покушение
5 февраля 1998 года на него и его телохранителя у турбазы Таврия, где он проживал в Симферополе, было совершено покушение с помощью взрывного устройства. 5 февраля 1998 года в 20:40, когда Сафонцев вместе со своим охранником, сотрудником ПМБР «Беркут» Романом Гаркушей, входили в подъезд первого корпуса турбазы «Таврия», киллер привел взрывное устройство в действие. В результате взрыва Сафонцев позднее умер, а сотрудник милиции получил тяжкие телесные повреждения.
Скончался 23 февраля 1998 года в результате полученных от покушения ранений в Симферополе.

### Расследование
Начальник главка крымской милиции Геннадий Москаль, комментируя в 2011 году арест на Канарах Олега Еремеева, подозреваемого в убийстве Сафонцева высказал версии следствия на тот момент. По словам Москаля, правоохранители придерживаются версии, что к убийству Сафонцева причастны лица, контролировавшие крымскую власть в 1998 году. «Если наша версия подтвердится (а сегодня это на 90% так), он был убит за то, что не послушал «паханов», которые в то время руководили в Крыму, и выдвинулся по 5 избирательному округу кандидатом в депутаты Верховного Совета Крыма.. ...Кто знал Александра Сергеевича, знает, какой он имел авторитет в Крыму, а этот округ включал в себя и Ленинский район, и имел 137,7 тысяч избирателей. Это я официально запросил данные из ЦИК Украины.. ...Если бы Сафонцев был депутатом от того избирательного округа, более авторитетного человека не могло бы и быть. Заказчики в Крыму, я бы хотел их видеть в гробу, но, к сожалению, они еще живы».
С февраля 1997 года по апрель 1998 года председателем Верховного Совета Крыма был спикер-«регионал» Анатолий Гриценко. Ленинский район считается его «вотчиной»: ранее он избирался от этой территории депутатом крымского парламента, и возглавлял районную госадминистрацию. 
Через 13 лет после убийства в Крыму состоялся суд, на котором в убийстве обвинялись 4 члена керченских ОПГ. «Обвиняемым инкриминируется совершение особо тяжких преступлений, в частности бандитизма, причинение тяжких телесных повреждений, а также убийства в 1998 году заместителя председателя Совета министров Крыма Александра Сафонцева», – уточнили источники в Генеральной прокуроре Украины .
Следствие установило, что Еремеев, выполняя приказ лидера ОПГ, поменял чугунную урну для мусора около входа в подъезд первого корпуса турбазы «Таврия», где временно проживал Александр Сафонцев. В специально изготовленную для убийства урну было вмонтировано радиоуправляемое взрывное устройство общим весом 600 граммов тротила.

## Память
Похоронен в Керчи на Воинском кладбище № 000066 советских воинов и жителей Керчи, погибшим в годы Великой Отечественной войны к востоку от городского кладбища. Памятник архитектор А. А. Сальников, скульпторы В. Ф. Будин, А. Н. Мельник установлен в 1999 году. Мемориальная надпись: "Сафонцев Александр Сергеевич 3.7.1950-23.2.1998  Первому заместителю Председателя Совета министров Автономной Республики Крым, Председателю Керченского городского Совета, трагически погибшему при исполнении  служебных обязанностей. От жителей Города-Героя Керчи".